# Kurt Günther
Kurt Günther, nemški general in vojaški zdravnik, * 1889, † 1941.
Med letoma 1938 in 1939 je bil divizijski zdravnik v 25. pehotni diviziji, nato pa je bil do svoje smrti korpusni zdravnik v 5. korpusu.